# Список глав государств в 280 году до н. э.
| 281 до н. э. ← Список глав государств по годам → 279 до н. э. |

## Азия
- Айраратское царство — Ерванд III, царь (321 до н. э. — 260 до н. э.)
- Анурадхапура — Деванампийя Тисса, царь (307 до н. э. — 267 до н. э.)
- Вифиния — Зипойт, царь (297 до н. э. — 278 до н. э.)
- Иберия — Фарнаваз I, царь (299 до н. э. — 234 до н. э.)
- Каппадокия — 
  - Ариарат II, царь (301 до н. э. — 280 до н. э.)
  - Ариарамн, царь (280 до н. э. — 230 до н. э.)
- Китай (Период Сражающихся царств) : 
  - Вэй — Чжао (Вэй Чи), ван (296 до н. э. — 277 до н. э.)
  - Хань — Си (Цзи Хань), ван (295 до н. э. — 273 до н. э.)
  - Ци — Сян (Тянь Фашан), ван (283 до н. э. — 265 до н. э.)
  - Цинь — Чжаосян (Ин Цзэ), ван (306 до н. э. — 251 до н. э.)
  - Чжао — Хуэйвэнь (Чжао Хэ), ван (299 до н. э. — 266 до н. э.)
  - Чжоу  — Нань (Цзи Янь), ван (314 до н. э. — 256 до н. э.)
  - Чу  — Цинсян (Сюн Хэн), ван (298 до н. э. — 263 до н. э.)
  - Янь — Чжао (Цзи Пин), ван (311 до н. э. — 279 до н. э.)
- Маурьев империя — Биндусара, император (297 до н. э./298 до н. э. — 272 до н. э.)
- Пергамское царство — Филетер, правитель (ок. 282 до н. э. — 263 до н. э.)
- Понтийское царство — Митридат I Ктист, царь (281 до н. э. — 266 до н. э.)
- Сабейское царство — Анмар Юхаман I, царь (290 до н. э. — 270 до н. э.)
- Селевкидов государство — Антиох I Сотер, царь (281 до н. э. — 261 до н. э.)
- Япония — Корэй, тэнно (император) (290 до н. э. — 215 до н. э.)

## Африка
- Египет — Птолемей II Филадельф, царь (283 до н. э./282 до н. э. — 246 до н. э.)

## Европа
- Афины — 
  - Никий , архонт (281 до н. э. — 280 до н. э.)
  - Горгий, архонт (280 до н. э. — 279 до н. э.)
- Боспорское царство — Перисад II, царь (ок. 284 до н. э. — ок. 245 до н. э.)
- Ирландия — Рудрайге мак Ситриги[англ.], верховный король (289 до н. э. — 219 до н. э.) [1]
- Македонское царство — Птолемей Керавн, царь (281 до н. э. — 279 до н. э.)
- Одрисское царство (Фракия) — 
  - Котис II, царь (ок. 300 до н. э. — 280 до н. э.)
  - Рэйздос, царь (280 до н. э. — ок. 260 до н. э.)
- Римская республика:
  - Публий Валерий Левин, консул (280 до н. э.)
  - Тиберий Корунканий, консул (280 до н. э.)
- Сиракузы — Гикет, тиран (287 до н. э. — 278 до н. э.)
- Спарта:
  - Арей I, царь (309 до н. э. — 265 до н. э.)
  - Архидам IV, царь (305 до н. э. — 275 до н. э.)
- Эпирское царство — Пирр, царь (307 до н. э. — 302 до н. э., 296 до н. э. — 272 до н. э.)

## Галерея
- Пирр  
 307 до н.э.—302 до н.э., 296 до н.э.—272 до н.э. 
 Царь Эпира
- Антиох I Сотер  
 281 до н.э.—261 до н.э. 
 Царь государства Селевкидов
- Птолемей II Филадельф  
 283/282 до н.э.—246 до н.э. 
 Царь Египта
- Фарнаваз I 
 299 до н.э.—234 до н.э. 
 Царь Иберии
- Филетер 
 282 до н.э.—263 до н.э. 
 Правитель Пергама
- Корэй  
 290 до н.э.—215 до н.э. 
 Император Японии
- Чжао  
 311 до н.э.—279 до н.э. 
 Ван Янь